# Gare de Saint-Varent
La gare de Saint-Varent est une gare ferroviaire française de la ligne de Chartres à Bordeaux-Saint-Jean. Elle est située à l'est du bourg centre sur le territoire de la commune de Saint-Varent, dans le département des Deux-Sèvres, en région Nouvelle-Aquitaine.

## Situation ferroviaire
Établie à 101 mètres d'altitude, la gare de Saint-Varent est située au point kilométrique (PK) 337,507 de la ligne de Chartres à Bordeaux-Saint-Jean, entre les gares fermées de Saint-Jean-de-Thouars et d'Airvault-Gare, s'intercale la halte fermée d'Airvault-Ville. Elle est située une section non desservie par les trains de voyageurs, entre les gares ouvertes à ce service de Thouars et de Niort.

## Histoire
La gare de Saint-Varent est mise en service le 16 octobre 1882 par l'Administration des chemins de fer de l'État, lorsqu'elle ouvre à l'exploitation sa ligne de Niort à Montreuil-Bellay..
À partir de 1939, la ligne n'a plus que des circulations locales, la jeune Société nationale des chemins de fer français (SNCF) préférant faire circuler les trains grandes lignes sur le parcours électrifié de l'ex Compagnie du chemin de fer de Paris à Orléans (PO). En 1940, la gare est desservie par des trains omnibus et des autorails. La deuxième voie est déposée progressivement à partir de 1945. Sur la section Thouars Niort, le service ferroviaire voyageurs est fermé lors de la mise en place d'un transfert sur la route à la mise en place des horaires de l'hiver 1980. Depuis, seul des trains de fret circulent sur la ligne.

## Service des marchandises
En gare de Saint-Varent, s'embranche la voie desservant les carrières de La Noubleau.

## Patrimoine ferroviaire
Le bâtiment voyageurs d'origine est présent sur le site de la gare.